# 7 Days Inn
7 Days Group Holdings Limited (Förenklade kinesiska tecken: 7天连锁酒店集团, traditionella kinesiska tecken: 7天連鎖酒店集團, pinyin: 7tiān Liánsuǒ Jiǔdiàn Jítuán), är ett kinesiskt holdingbolag som äger och driver hotellkedjan 7 Days Inn (kinesiska: 7天酒店, pinyin: 7tiān Jiǔdiàn). 7 Days Inn anses vara den näst största budgethotellkedjan i Kina med sina 1 132 hotell, som tillsammans har 112 631 hotellrum till sitt förfogande samt har 236 hotell med totalt 21 961 hotellrum under konstruktion.
Sedan starten av hotellkedjan så har de haft Warburg Pincus, LLC, Merrill Lynch, Deutsche Bank AG och Actis Capital LLP, som investerare och de tillsammans har satsat totalt $170 miljoner i kedjan, för att få den etablerad på den kinesiska hotellmarknaden.
Under sommaren 2013 genomfördes det ett övertagande av 7 Days av ett konsortium bestående av The Carlyle Group, Sequoia Capital, Actis Capital LLP och grundarna Boquan He och Nanyan Zheng när de valde köpa ut de andra aktieägarna för $688 miljoner och avlistade sig på New York Stock Exchange (NYSE) för att ombilda hotellkedjan till ett privat aktiebolag.